# 대한민국의 기획재정부 차관
기획재정부 차관(企劃財政部 次官)은 기획재정부 장관을 보좌하는 직위로, 정무직공무원으로 보한다.

## 임명
- 기획재정부 차관은 대통령이 임명한다.

## 역할
- 기획재정부 차관은 장관을 보좌하여 소관사무를 처리하고 소속공무원을 지휘·감독하며, 장관이 사고로 직무를 수행할 수 없으면 제1차관, 제2차관의 순으로 그 직무를 대행한다. 기획재정부 차관은 산하 기관인 복권위원회 위원장을 겸임한다.

## 역대 차관

### 재무부 차관
| 정부        | 대수           | 이름                             | 임기                             | 비고     |
| ----------- | -------------- | -------------------------------- | -------------------------------- | -------- |
| 제1공화국   | 초대           | 장희창(張熙昌)                   | 1948년 8월 10일~1949년 11월 12일 |          |
| 제1공화국   | 2대            | 김유택(金裕澤)                   | 1949년 11월 22일~1951년 9월 19일 |          |
| 제1공화국   | 3대            | 박희현(朴熙賢)                   | 1951년 9월 19일~1953년 9월 8일   |          |
| 제1공화국   | 4대            | 강성태(姜聲邰)                   | 1953년 9월 8일~1954년 7월 5일    |          |
| 제1공화국   | 5대            | 김영찬(金永燦)                   | 1954년 7월 10일~1955년 11월 9일  |          |
| 제1공화국   | 6대            | 윤인상(尹仁上)                   | 1955년 11월 9일~1956년 6월 8일   |          |
| 제1공화국   | 7대            | 천병규(千炳圭)                   | 1956년 6월 8일~1958년 9월 3일    |          |
| 제1공화국   | 8대            | 오임근(吳琳根)                   | 1958년 9월 3일~1959년 3월 30일   |          |
| 제1공화국   | 9대            | 박종식(朴鍾植)                   | 1959년 3월 30일~1960년 5월 4일   |          |
| 제1공화국   | 10대           | 김용갑(金容甲)                   | 1960년 5월 4일~1960년 8월 26일   |          |
| 제2공화국   | 11대           | 서정귀(徐廷貴)                   | 1960년 8월 26일~1961년 5월 3일   | 정무차관 |
| 제2공화국   | 10대           | 김용갑(金容甲)                   | 1960년 8월 26일~1961년 5월 30일  | 사무차관 |
| 제2공화국   | 12대           | 김재순(金在淳)                   | 1961년 5월 3일~1961년 5월 30일   | 정무차관 |
| 제2공화국   | 13대           | 이한빈(李漢彬)                   | 1961년 5월 30일~1961년 12월 22일 |          |
| 제2공화국   | 14대           | 정인환(鄭寅晥)                   | 1961년 12월 22일~1962년 6월 28일 |          |
| 제2공화국   | 15대           | 김정렴(金正濂)                   | 1962년 6월 28일~1963년 6월 3일   |          |
| 제3공화국   | 16대           | 오범식(吳範植)                   | 1963년 6월 3일~1964년 10월 6일   |          |
| 제3공화국   | 17대           | 고범준(高範俊)                   | 1964년 10월 6일~1964년 12월 11일 |          |
| 제3공화국   | 18대           | 서봉균(徐奉均)                   | 1964년 12월 26일~1966년 1월 26일 |          |
| 제3공화국   | 19대           | 이호범(李浩範)                   | 1966년 1월 26일~1966년 12월 28일 |          |
| 제3공화국   | 20대           | 민영훈(閔泳薰)                   | 1966년 12월 28일~1968년 5월 24일 |          |
| 제3공화국   | 21대           | 정소영(鄭韶永)                   | 1968년 5월 24일~1969년 8월 19일  |          |
| 제3공화국   | 22대           | 이재설(李載卨)                   | 1969년 8월 19일~1970년 10월 26일 |          |
| 제3공화국   | 23대           | 김원기(金元基)                   | 1970년 10월 26일~1972년 8월 3일  |          |
| 제4공화국   | 24대           | 김용환(金龍煥)                   | 1972년 8월 3일~1973년 5월 3일    |          |
| 제4공화국   | 25대           | 최각규(崔珏圭)                   | 1973년 5월 3일~1974년 2월 1일    |          |
| 제4공화국   | 26대           | 남상진(南相晋)                   | 1974년 2월 1일~1976년 5월 12일   |          |
| 제4공화국   | 27대           | 조충훈(趙忠勳)                   | 1976년 5월 12일~1980년 5월 30일  |          |
| 제4공화국   | 28대           | 박봉환(朴鳳煥)                   | 1980년 5월 30일~1980년 9월 2일   |          |
| 제4공화국   | 29대           | 정인용(鄭寅用)                   | 1980년 9월 9일~1982년 1월 5일    |          |
| 제5공화국   | 29대           | 정인용(鄭寅用)                   | 1980년 9월 9일~1982년 1월 5일    |          |
| 30대        | 강경식(姜慶植) | 1982년 1월 5일~1982년 6월 26일   |                                  |          |
| 31대        | 김흥기(金興起) | 1982년 6월 26일~1983년 7월 12일  |                                  |          |
| 32대        | 이기욱(李基旭) | 1983년 7월 12일~1983년 10월 13일 | 아웅산 테러 사건으로 순국        |          |
| 33대        | 주병국(朱炳國) | 1983년 10월 14일~1985년 2월 21일 |                                  |          |
| 34대        | 정영의(鄭永儀) | 1985년 2월 21일~1988년 3월 5일   |                                  |          |
| 노태우 정부 | 35대           | 이형구(李炯九)                   | 1988년 3월 5일~1988년 12월 13일  |          |
| 노태우 정부 | 36대           | 이동호(李同浩)                   | 1988년 12월 13일~1990년 1월 31일 |          |
| 노태우 정부 | 37대           | 진념(陳稔)                       | 1990년 1월 31일~1991년 2월 19일  |          |
| 노태우 정부 | 38대           | 이수휴(李秀烋)                   | 1991년 2월 19일~1993년 3월 5일   |          |
| 김영삼 정부 | 39대           | 백원구(白源九)                   | 1993년 3월 5일~1994년 5월 23일   |          |
| 김영삼 정부 | 40대           | 김용진(金容鎭)                   | 1994년 5월 23일~1994년 12월 23일 |          |

### 경제기획원 차관

#### 경제기획원 부원장
| 정부      | 대수 | 이름           | 임기                             | 비고 |
| --------- | ---- | -------------- | -------------------------------- | ---- |
| 제2공화국 | 초대 | 송정범(宋正範) | 1961년 9월 28일~1962년 6월 29일  |      |
| 제2공화국 | 2대  | 차균희(車均禧) | 1962년 6월 29일~1963년 6월 28일  |      |
| 제2공화국 | 3대  | 김학렬(金鶴烈) | 1963년 6월 28일~1963년 12월 16일 |      |

#### 경제기획원 차관
| 정부        | 대수           | 이름                              | 임기                             | 비고 |
| ----------- | -------------- | --------------------------------- | -------------------------------- | ---- |
| 제3공화국   | 3대            | 김학렬(金鶴烈)                    | 1963년 12월 17일~1966년 9월 26일 |      |
| 제3공화국   | 4대            | 김태동(金泰東)                    | 1966년 9월 27일~1968년 5월 22일  |      |
| 제3공화국   | 5대            | 장예준(張禮準)                    | 1968년 5월 2일~1972년 1월 4일    |      |
| 제3공화국   | 6대            | 이재설(李載卨)                    | 1972년 1월 4일~1974년 2월 1일    |      |
| 제4공화국   | 6대            | 이재설(李載卨)                    | 1972년 1월 4일~1974년 2월 1일    |      |
| 7대         | 최각규(崔珏圭) | 1974년 2월 1일~1975년 12월 19일   |                                  |      |
| 8대         | 장덕진(張德鎭) | 1975년 12월 24일~1977년 12월 20일 |                                  |      |
| 9대         | 서석준(徐錫俊) | 1977년 12월 23일~1979년 1월 10일  |                                  |      |
| 10대        | 정재석(丁渽錫) | 1979년 1월 10일~1979년 12월 12일  |                                  |      |
| 11대        | 이선기(李宣基) | 1979년 12월 20일~1980년 5월 29일  |                                  |      |
| 12대        | 서석준(徐錫俊) | 1980년 5월 29일~1980년 9월 2일    |                                  |      |
| 13대        | 최창락(崔昌洛) | 1980년 9월 9일~1982년 1월 5일     |                                  |      |
| 13대        | 최창락(崔昌洛) | 1980년 9월 9일~1982년 1월 5일     | 제5공화국                        |      |
| 14대        | 정인용(鄭寅用) | 1982년 1월 5일~1983년 7월 12일    |                                  |      |
| 15대        | 김흥기(金興起) | 1983년 7월 12일~1985년 7월 12일   |                                  |      |
| 16대        | 문희갑(文熹甲) | 1985년 7월 12일~1988년 12월 5일   |                                  |      |
| 16대        | 문희갑(文熹甲) | 1985년 7월 12일~1988년 12월 5일   | 노태우 정부                      |      |
| 17대        | 이형구(李炯九) | 1988년 12월 13일~1990년 3월 19일  |                                  |      |
| 18대        | 이진설(李鎭卨) | 1990년 3월 19일~1991년 2월 18일   |                                  |      |
| 19대        | 진념(陳稔)     | 1991년 2월 19일~1991년 5월 26일   |                                  |      |
| 20대        | 강현욱(姜賢旭) | 1991년 5월 27일~1992년 1월 9일    | 총선 출마차 사퇴                 |      |
| 21대        | 한갑수(韓甲洙) | 1992년 1월 9일~1993년 3월 3일     |                                  |      |
| 김영삼 정부 | 22대           | 김영태(金英泰)                    | 1993년 3월 4일~1993년 12월 27일  |      |
| 김영삼 정부 | 23대           | 한이헌(韓利憲)                    | 1993년 12월~1994년 10월 4일      |      |
| 김영삼 정부 | 24대           | 강봉균(康奉均)                    | 1994년 10월 6일~1994년 12월 23일 |      |

### 재정경제원 차관
| 정부        | 대수 | 이름           | 임기                              | 비고 |
| ----------- | ---- | -------------- | --------------------------------- | ---- |
| 김영삼 정부 | 초대 | 이석채(李錫采) | 1994년 12월 27일~1995년 12월 20일 |      |
| 김영삼 정부 | 2대  | 이환균(李桓均) | 1995년 12월 12일~1996년 12월 20일 |      |
| 김영삼 정부 | 3대  | 임창열(林昌烈) | 1996년 12월 24일~1997년 3월 5일   |      |
| 김영삼 정부 | 4대  | 강만수(姜萬洙) | 1997년 3월 6일~1998년 3월 5일     |      |

### 재정경제부 차관

#### 재정경제부 차관
| 정부        | 대수 | 이름           | 임기                            | 비고 |
| ----------- | ---- | -------------- | ------------------------------- | ---- |
| 김대중 정부 | 5대  | 정덕구(鄭德龜) | 1998년 3월 5일~1999년 5월 24일  |      |
| 김대중 정부 | 6대  | 엄낙용(嚴洛鎔) | 1999년 5월 24일~2000년 8월 11일 |      |
| 김대중 정부 | 7대  | 이정재(李晶載) | 2000년 8월 11일~2001년 3월 31일 |      |
| 김대중 정부 | 8대  | 김진표(金振杓) | 2001년 4월 1일~2002년 1월 29일  |      |
| 김대중 정부 | 9대  | 윤진식(尹鎭植) | 2002년 2월 4일~2003년 2월 27일  |      |
| 노무현 정부 | 10대 | 김광림(金光琳) | 2003년 3월 3일~2005년 6월 1일   |      |
| 노무현 정부 | 11대 | 박병원(朴炳元) | 2005년 6월 1일~2005년 7월 27일  |      |

#### 재정경제부 제1차관
| 정부        | 대수 | 이름           | 임기                           | 비고 |
| ----------- | ---- | -------------- | ------------------------------ | ---- |
| 노무현 정부 | 12대 | 박병원(朴炳元) | 2005년 7월 27일~2007년 2월 5일 |      |
| 노무현 정부 | 13대 | 김석동(金錫東) | 2007년 2월 9일~2008년 2월 29일 |      |

#### 재정경제부 제2차관
| 정부        | 대수 | 이름           | 임기                            | 비고 |
| ----------- | ---- | -------------- | ------------------------------- | ---- |
| 노무현 정부 | 12대 | 권태신(權泰信) | 2005년 7월 27일~2006년 5월 16일 |      |
| 노무현 정부 | 13대 | 진동수(陳棟洙) | 2006년 5월 16일~2007년 7월 27일 |      |
| 노무현 정부 | 14대 | 임영록(林英鹿) | 2007년 7월 27일~2008년 2월 29일 |      |

### 기획예산처 차관
| 정부        | 대수 | 이름           | 임기                            | 비고 |
| ----------- | ---- | -------------- | ------------------------------- | ---- |
| 김대중 정부 | 초대 | 최종찬(崔鍾璨) | 1999년 5월 26일~2000년 8월 10일 |      |
| 김대중 정부 | 2대  | 김병일(金炳日) | 2000년 8월 11일~2002년 2월 4일  |      |
| 김대중 정부 | 3대  | 박봉흠(朴奉欽) | 2002년 2월 5일~2003년 2월 26일  |      |
| 노무현 정부 | 4대  | 변양균(卞良均) | 2003년 3월 3일~2005년 1월 27일  |      |
| 노무현 정부 | 5대  | 장병완(張秉浣) | 2005년 2월 27일~2006년 7월 20일 |      |
| 노무현 정부 | 6대  | 정해방(丁海昉) | 2006년 8월 9일~2007년 3월 30일  |      |
| 노무현 정부 | 7대  | 반장식(潘長植) | 2007년 4월 20일~2008년 2월 29일 |      |

### 기획재정부 차관

#### 기획재정부 제1차관
| 정부        | 대수 | 이름           | 임기                             | 비고 |
| ----------- | ---- | -------------- | -------------------------------- | ---- |
| 이명박 정부 | 초대 | 최중경(崔重卿) | 2008년 2월 29일~2008년 7월 7일   |      |
| 이명박 정부 | 2대  | 김동수(金東洙) | 2008년 7월 8일~2009년 1월 19일   |      |
| 이명박 정부 | 3대  | 허경욱(許京旭) | 2009년 1월 20일~2010년 4월 18일  |      |
| 이명박 정부 | 4대  | 임종룡(任鍾龍) | 2010년 4월 19일~2011년 9월 6일   |      |
| 이명박 정부 | 5대  | 신제윤(申霽潤) | 2011년 9월 7일~2013년 3월 22일   |      |
| 박근혜 정부 | 6대  | 추경호(秋慶鎬) | 2013년 3월 25일~2014년 7월 24일  |      |
| 박근혜 정부 | 7대  | 주형환(周亨煥) | 2014년 7월 25일~2016년 1월 17일  |      |
| 박근혜 정부 | 8대  | 최상목(崔相穆) | 2016년 1월 18일~2017년 5월 31일  |      |
| 문재인 정부 | 9대  | 고형권(高炯權) | 2017년 6월 1일~2018년 12월 14일  |      |
| 문재인 정부 | 10대 | 이호승(李昊昇) | 2018년 12월 15일~2019년 6월 21일 |      |
| 문재인 정부 | 11대 | 김용범(金容範) | 2019년 8월 15일~2021년 3월 30일  |      |
| 문재인 정부 | 12대 | 이억원(李億遠) | 2021년 3월 31일~2022년 5월 9일   |      |
| 윤석열 정부 | 13대 | 방기선(方基善) | 2022년 5월 10일~2023년 8월 22일  |      |
| 윤석열 정부 | 14대 | 김병환(金秉煥) | 2023년 8월 23일~2024년 7월 7일   |      |
| 윤석열 정부 | 15대 | 김범석(金範錫) | 2024년 7월 15일~2025년 6월 11일  |      |
| 이재명 정부 | 16대 | 이형일(李炯日) | 2025년 6월 11일~                 |      |

#### 기획재정부 제2차관
| 정부        | 대수 | 이름           | 임기                             | 비고 |
| ----------- | ---- | -------------- | -------------------------------- | ---- |
| 이명박 정부 | 초대 | 배국환(裵國煥) | 2008년 2월 29일~2009년 2월 9일   |      |
| 이명박 정부 | 2대  | 이용걸(李庸傑) | 2009년 2월 9일~2010년 8월 16일   |      |
| 이명박 정부 | 3대  | 류성걸(柳性杰) | 2010년 8월 16일~2012년 1월 7일   |      |
| 이명박 정부 | 4대  | 김동연(金東兗) | 2012년 1월 8일~2013년 3월 22일   |      |
| 박근혜 정부 | 5대  | 이석준(李錫駿) | 2013년 3월 25일~2014년 7월 20일  |      |
| 박근혜 정부 | 6대  | 방문규(方文圭) | 2014년 7월 20일~2015년 10월 16일 |      |
| 박근혜 정부 | 7대  | 송언석(宋彦錫) | 2015년 10월 21일~2017년 6월 9일  |      |
| 문재인 정부 | 8대  | 김용진(金容振) | 2017년 6월 10일~2018년 12월 14일 |      |
| 문재인 정부 | 9대  | 구윤철(具潤哲) | 2018년 12월 15일~2020년 5월 8일  |      |
| 문재인 정부 | 10대 | 안일환(安日煥) | 2020년 5월 9일~2021년 3월 30일   |      |
| 문재인 정부 | 11대 | 안도걸(安道杰) | 2021년 3월 31일~2022년 5월 9일   |      |
| 윤석열 정부 | 12대 | 최상대(崔象大) | 2022년 5월 10일~2023년 7월 2일   |      |
| 윤석열 정부 | 13대 | 김완섭(金琓燮) | 2023년 7월 3일~2023년 12월 27일  |      |
| 윤석열 정부 | 14대 | 김윤상(金潤相) | 2023년 12월 28일~2025년 6월 11일 |      |
| 이재명 정부 | 15대 | 임기근(林岐根) | 2025년 6월 11일~                 |      |

## 같이 보기
- 기획재정부
- 기획재정부 장관
- 기획재정부 차관보